# Megachile mimeticana
Megachile mimeticana är en biart som beskrevs av eardley, R. P. Urban och > 2006. Megachile mimeticana ingår i släktet tapetserarbin, och familjen buksamlarbin. Inga underarter finns listade i Catalogue of Life.